# بلاش یکم ارمنستان
بلاش یکم ارمنستان ( ارمنی: Վաղարշ Ա  </link> ) یا واغارش اول شاهزاده اشکانی بود که از 117 تا 140 بر ارمنستان حکومت کرد  ظاهراً یک اشکانی بود و توسط کاسیوس دیو به عنوان «پسر سناتروسس » (پادشاه ارمنستان 88–110) نامبرده شده است.  او پس از پایان فتح کوتاه مدتارمنستان توسط رومیان به پادشاهی رسید. او شهر واغارشاپات را که از سال 120 تا 330 پایتخت ارمنستان بوده و تعدادی سکونتگاه دیگر که به نام او نامگذاری شده اند، بنا نهاد.   با اینکه ارمنستان در طول سلطنت او رونق یافت، اما او مجبور شد برای کمک به روم در برابر تهاجم ایبری ها در اواخر حکومتش درخواست کمک کند. به گفته موسی خورناتسی ، او ممکن است در نبرد با مهاجمان کشته شده باشد.  پس از مرگ او، رومیان سوهامئوس را حاکم ارمنستان کردند. 